# Cantón de Miribel
El cantón de Miribel (en francés canton de Miribel) es una circunscripción electoral francesa situada en el departamento de Ain, de la región de Auvernia-Ródano-Alpes. La cabecera (bureau centralisateur en francés) está en Miribel.

## Geografía
El cantón está situado al suroeste del departamento y limita con la Metrópoli de Lyon y el departamento de Ródano.

## Historia
El cantón se creó en 1982. Al aplicar el decreto nº 2014-147 del 13 de febrero de 2014 sufrió una redistribución comunal con cambios en los límites territoriales y en el número de comunas, pasando éstas de 5 a 8.
Con la aplicación de dicho decreto, que entró en vigor el 2 de abril de 2015, después de las primeras elecciones departamentales posteriores a la publicación de dicho decreto, los cantones de Ain pasaron de 43 a 23.

## Composición hasta 2015
El cantón estaba formado por cinco comunas:
- Beynost
- Miribel
- Neyron
- Saint-Maurice-de-Beynost
- Thil

## Composición actual
- Beynost
- La Boisse
- Miribel
- Neyron
- Niévroz
- Saint-Maurice-de-Beynost
- Thil
- Tramoyes